# إذاعة الهضاب
إذاعة الهضاب أو أيضا إذاعة سطيف هي إذاعة محلية بولاية سطيف الجزائرية تبث برامجها باللغة العربية على موجة أف أم 90.40.
تأسست في 10 أكتوبر 1992.

## وصلات خارجية
- قائمة الإذاعات المحلية بالجزائر

قالب:إذاعات جزائرية